# Nagisa Shibuya
Nagisa Shibuya (渋谷 凪咲, Shibuya Nagisa), née le 25 août 1996 dans la préfecture d'Osaka, est une chanteuse et idole japonaise, membre des groupes de J-pop NMB48 et AKB48. Elle débute en 2012 avec passé l'auditions de 4ème génération,.